# NGC 1044
NGC 1044 este o galaxie lenticulară situată în constelația Balena. A fost descoperită în 7 noiembrie 1784 de către William Herschel. Se află la o distanță de 83,4 de megaparseci de Pământ.